# Al-Qadi al-Nu'man
Abū Ḥanīfa al-Nuʿmān ibn Muḥammad ibn Manṣūr ibn Aḥmad ibn Ḥayyūn al-Tamīmī (arabe : النعمان بن محمد بن منصور بن أحمد بن حيون التميمي), plus connu sous le nom de al-Qāḍī al-Nu‘mān (arabe : القاضي النعمان), est un juriste et historien ismaélien né en 903 à Kairouan et mort en 974 au Caire, en Égypte. C'est l'un des plus importants juristes ismaéliens de la période du califat fatimide. Il rédigea le premier manuel de droit ismaélien à la demande du calife Al-Muʿizz li-Dīn Allāh. Il fut également l'historien officiel des Fatimides.

## Biographie
Né en 903, il entre au service du calife ʿUbayd Allāh al-Mahdī en 925 et sert les quatre premiers califes fatimides sous diverses fonctions, notamment celle de cadi dans la ville de Tripoli (Libye).
Commissionné par le calife fatimide Al-Muʿizz li-Dīn Allāh afin de rédiger un ouvrage juridique, il propose en 960 les Daʿāʾim al-islām (Les piliers de l'Islam), un ouvrage de jurisprudence ismaélienne amené à devenir le code de référence de l'Etat fatimide. Il est également l'auteur d'un important ouvrage historique, Iftitāḥ al-daʿwa (Le commencement de la mission), couvrant la période depuis le début de la da'wa ismaélienne jusqu'à l'établissement de l'Etat fatimide en Afrique du Nord.
Il meurt en 974 au Caire, en Égypte.

## Œuvres
Al-Nuʿmān est l'auteur de plus d'une quarantaine de traités sur la jurisprudence, l'exégèse coranique, l'histoire et des thèmes liés à l'ismaélisme en général. Parmi les plus connus figurent :
- Daʿāʾim al-islām (Les piliers de l'Islam)
- Iftitāḥ al-daʻwa (Le commencement de la mission)
- Kitāb Asās al-ta’wīl (Livre du fondement de l'interprétation symbolique)